# Vasileia Karachaliou
Vasileia Karachaliou –en griego, Βασιλεία Καραχάλιου, Vasileia Karajaliu– (Atenas, 19 de octubre de 1996) es una deportista griega que compite por Portugal en vela en la clase Laser Radial.
Ganó tres medallas en el Campeonato Europeo de Laser Radial, entre los años 2017 y 2023.

## Palmarés internacional
| \| Representando a Grecia \| \| \| \| \| Campeonato Europeo \| \| \| \| \| Año \| Lugar \| Medalla \| Clase \| \| 2017 \| Barcelona (España) \| Medalla de bronce \| Laser Radial \| \| 2021 \| Varna (Bulgaria) \| Medalla de bronce \| Laser Radial \| \| Representando a Portugal \| \| \| \| \| Campeonato Europeo \| \| \| \| \| Año \| Lugar \| Medalla \| Clase \| \| 2023 \| Andora (Italia) \| Medalla de plata \| Laser Radial \| |                    |                   |              |
| Representando a Grecia |                    |                   |              |
| Campeonato Europeo |                    |                   |              |
| Año | Lugar              | Medalla           | Clase        |
| 2017 | Barcelona (España) | Medalla de bronce | Laser Radial |
| 2021 | Varna (Bulgaria)   | Medalla de bronce | Laser Radial |
| Representando a Portugal |                    |                   |              |
| Campeonato Europeo |                    |                   |              |
| Año | Lugar              | Medalla           | Clase        |
| 2023 | Andora (Italia)    | Medalla de plata  | Laser Radial |